# Inventarizace sbírek
Inventarizace sbírek je kontrola reálného stavu sbírkových předmětů s evidenčním záznamem. Kontroluje se stav, způsob uložení, případná potřeba konzervace, preparace nebo restaurování, způsob uložení a prostředí, v němž je předmět uložen. 
Podle českých předpisů se v každém kalendářním roce stanoví počet sbírkových  předmětů k inventarizaci tak, aby cela sbírka byla inventarizovaná nejpozději v průběhu 10 let a v případě, že je součástí sbírky více než 500 000 věcí movitých, v průběhu 15 let. Během jednoho roku se však musí inventarizovat nejméně 5 % všech věcí, které sbírku tvoří.
Ministerstvo kultury může nařídit tzv. mimořádnou inventarizaci, a to z těchto důvodů:
1. pokud došlo k odcizení sbírkových předmětu a je třeba zjistit rozsah škody
2. po přestěhování sbírky do jiných prostor
3. byla-li sbírka poškozena vnějšími vlivy
4. nemohla-li být provedena řádná inventarizace v uplynulém kalendářním roce

Inventarizaci provádí nejméně tříčlenná inventarizační komise, kterou jmenuje vlastník sbírky. V případě mimořádné inventarizace je tato komise jmenována ministerstvem kultury. Po dokončení inventury sepíše tato komise zápis, který obsahuje datum, jméno, příjmení, funkci a podpisy osob, které inventarizaci provedli. Tento zápis předloží vlastníku sbírky, popřípadě ministerstvu kultury. Pokud komise zjistí rozdíl mezi evidenčním záznamem a skutečným stavem sbírkového předmětu, přiloží protokol, ve kterém jsou tyto rozdíly zapsány a zdůvodněny. Vlastník sbírky, popřípadě ministerstvo, učiní opatření k jejich nápravě.